# Carebara aborensis
Carebara aborensis (лат.) — вид очень мелких муравьёв рода Carebara из подсемейства Myrmicinae (Formicidae). Эндемик Индии.

## Описание
Мелкие муравьи желтовато-коричневого цвета. Длина тела рабочих составляет 1—2 мм. Усики 9-члениковые. Глаза редуцированы, но более заметны, чем у других представителей своего рода (более 8 омматидиев у солдат, и 2 у рабочих). Стебелёк между грудкой и брюшком состоит из двух члеников: петиолюса и постпетиолюса (последний четко отделен от брюшка), жало развито. Самки и самцы не найдены.

## Систематика
Вид был описан в 1913 году американским мирмекологом профессором Уильямом Уилером по материалам из Индии под первоначальным названием Pheidologeton aborensis Wheeler, W.M. 1913. В 2004 году включён в состав рода Carebara (Fernández, 2004). Валидный статус был подтверждён в 2014 году в ходе ревизии местной фауны индийскими энтомологами Химендером Бхарти (Himender Bharti; Department of Zoology and Environmental Sciences, Punjabi University, Патиала, Пенджаб, Индия) и Ш. А. Акбаром. Относят к трибе Solenopsidini или Crematogastrini.